# Campeonato Sudamericano de Baloncesto de 2003
El Campeonato Sudamericano de Baloncesto de 2003 corresponde a la XL edición del Campeonato Sudamericano de Baloncesto. Disputado en el Cilindro Municipal de Montevideo, Uruguay entre los días 22 y 27 de julio. Fue ganado por Brasil obteniendo su Décimo sexto título. Las tres primeras selecciones clasificaron a los Juegos Panamericanos de 2003 (Brasil, Argentina y Uruguay). Las cuatro primeras selecciones clasificaron al Torneo de las Américas (Brasil, Argentina, Uruguay y Venezuela).

## Equipos
|  |  | Argentina |  |  | Brasil |  |  | Chile |  |  | Paraguay |  |  | Uruguay |  |  | Venezuela |

### Plantillas por equipo
| Jugadores           | Pos.      |
| ------------------- | --------- |
| Federico Kammerichs | Alero     |
| Pablo Prigioni      | Base      |
| Román González      | Pívot     |
| Bruno Labaque       | Base      |
| Diego Lo Grippo     | Pívot     |
| Patricio Prato      | Base      |
| Leonardo Gutiérrez  | Alero     |
| Martín Leiva        | Pívot     |
| Paolo Quinteros     | Escolta   |
| Julio Mazzaro       | Escolta   |
| Gabriel Fernández   | Ala Pívot |
| Rubén Magnano       | DT        |

| Jugadores               | Pos.      |
| ----------------------- | --------- |
| Marcelo Machado         | Base      |
| Arnaldinho              | Base      |
| André Stefanelli        | Alero     |
| Válter Apolinário       | Base      |
| Tiagao                  | Pívot     |
| Demétrius Conrado       | Base      |
| Alex Ribeiro            | Alero     |
| Anderson Varejão        | Pívot     |
| Guilherme Giovannoni    | Ala       |
| Tiago Splitter          | Ala Pívot |
| André Bambu             | Pívot     |
| Renato                  | Ala       |
| Aloisio Ferreira "Lula" | DT        |

| Jugadores         | Pos.      |
| ----------------- | --------- |
| Galo Lara         | Alero     |
| Erik Carrasco     | Base      |
| Patrick Sáez      | Base      |
| Lino Sáez         | Escolta   |
| Cristian Pérez    | Alero     |
| Alexander Miller  | Alero     |
| Pablo Ávila       | Alero     |
| Patricio Briones  | Pívot     |
| Pablo Coro        | Ala Pívot |
| Marcelo Hernández | Base      |
| Jorge Soto        | Alero     |
| Claus Prutzmann   | Pívot     |
| Daniel Allende    | DT        |

| Jugadores          | Pos.      |
| ------------------ | --------- |
| Renzo Ferrari      | Alero     |
| Daniel Pérez       | Alero     |
| Francisco Yugovich | Base      |
| Miguel Mora        | Base      |
| Cristian Viveros   | Ayuda     |
| Edison Ortíz       | Ala Pívot |
| Roberto Laratro    | Ala Pívot |
| Adrián Tovar       | Pívot     |
| Víctor Brizuela    | Ala Pívot |
| Santiago Márquez   | Pívot     |
| José Carrillo      | Pívot     |
| Guillermo Araújo   | Pívot     |
| Santiago Ochpinti  | DT        |

| Jugadores              | Pos.      |
| ---------------------- | --------- |
| Martín Osimani         |           |
| Leandro García Morales | Base      |
| Alejandro Muro         | Escolta   |
| Luis Silveira          | Alero     |
| Mauricio Aguiar        | Alero     |
| Juan M. Moltedo        | Alero     |
| Emilio Taboada         | Escolta   |
| Trelonnie Owens        | Ala Pívot |
| Gustavo Szczygielski   | Pívot     |
| Marcel Bouzout         | Pívot     |
| Esteban Batista        | Pívot     |
| Enrique López Vilas    | Pívot     |
| Néstor García          | DT        |

| Jugadores         | Pos.      |  |
| ----------------- | --------- |  |
| Arnaldo Amundaray | Alero     |  |
| Edgar Arteaga     | Alero     |  |
| Roque Osorio      | Ala Pívot |  |
| Diego Guevara     | Base      |  |
| Ernesto Mijares   | Base      |  |
| Luis Julio        | Ala Pívot |  |
| Manuel Berroterán | Base      |  |
| Víctor Díaz       | Alero     |  |
| Richard Lugo      | Pívot     |  |
| Carlos Morris     | Escolta   |  |
| Tomás Agulera     | Ala Pívot |  |
| Rafael Guevara    | Escolta   |  |
| Néstor Salasar    | DT        |  |

Fuente:  (enlace roto disponible en Internet Archive; véase el historial, la primera versión y la última).

## Ronda previa
|   | Equipo    | Pts | J | G | P | PF  | PC  | Dif  |
| - | --------- | --- | - | - | - | --- | --- | ---- |
| 1 | Brasil    | 10  | 5 | 5 | 0 | 444 | 347 | 97   |
| 2 | Argentina | 9   | 5 | 4 | 1 | 472 | 333 | 139  |
| 3 | Uruguay   | 8   | 5 | 3 | 2 | 379 | 370 | 9    |
| 4 | Venezuela | 7   | 5 | 2 | 3 | 429 | 406 | 23   |
| 5 | Chile     | 6   | 5 | 1 | 4 | 373 | 429 | -56  |
| 6 | Paraguay  | 5   | 5 | 0 | 5 | 271 | 483 | -212 |

| 22 de julio, 16:30                    | Argentina                             | 102-68                                | Chile                                                                                     |  |
| Reporte                               |                                       |                                       |                                                                                           |  |
| Parciales: 22-16, 38-10, 15-20, 27-22 | Parciales: 22-16, 38-10, 15-20, 27-22 | Parciales: 22-16, 38-10, 15-20, 27-22 | Cilindro Municipal, Montevideo Árbitro(s): César Rodríguez (COL) Miguel Ángel Nieto (URU) |  |
| Julio Mazzaro 21                      | Pts                                   | 18 Patrick Sáez                       | Cilindro Municipal, Montevideo Árbitro(s): César Rodríguez (COL) Miguel Ángel Nieto (URU) |  |
| Federico Kammerichs 8                 | Rebs                                  | 9 Patricio Briones                    | Cilindro Municipal, Montevideo Árbitro(s): César Rodríguez (COL) Miguel Ángel Nieto (URU) |  |
| Bruno Labaque 5                       | Asists                                | 3 Patrick Sáez                        | Cilindro Municipal, Montevideo Árbitro(s): César Rodríguez (COL) Miguel Ángel Nieto (URU) |  |

| 22 de julio, 18:30                   | Paraguay                             | 45-93                                | Brasil                                                                            |  |
| Reporte                              |                                      |                                      |                                                                                   |  |
| Parciales: 13-24, 16-23, 5-24, 11-22 | Parciales: 13-24, 16-23, 5-24, 11-22 | Parciales: 13-24, 16-23, 5-24, 11-22 | Cilindro Municipal, Montevideo Árbitro(s): Álvaro Trias (URU) Rodrigo López (VEN) |  |
| Adrián Tovar 15                      | Pts                                  | 22 Guilherme Giovannoni              | Cilindro Municipal, Montevideo Árbitro(s): Álvaro Trias (URU) Rodrigo López (VEN) |  |
| José Carrillo 8                      | Rebs                                 | 8 Guilherme Giovannoni               | Cilindro Municipal, Montevideo Árbitro(s): Álvaro Trias (URU) Rodrigo López (VEN) |  |
| Christian Viveros 2                  | Asists                               | 4 Valtinho Da Silva                  | Cilindro Municipal, Montevideo Árbitro(s): Álvaro Trias (URU) Rodrigo López (VEN) |  |

| 22 de julio, 21:30                    | Uruguay                               | 73-66                                 | Venezuela                                                                                 |  |
| Reporte                               |                                       |                                       |                                                                                           |  |
| Parciales: 17-17, 27-19, 18-10, 11-20 | Parciales: 17-17, 27-19, 18-10, 11-20 | Parciales: 17-17, 27-19, 18-10, 11-20 | Cilindro Municipal, Montevideo Árbitro(s): Roberto Settembrini (ARG) Sergio Pacheco (BRA) |  |
| Trelonnie Owens 15                    | Pts                                   | 22 Víctor David Díaz                  | Cilindro Municipal, Montevideo Árbitro(s): Roberto Settembrini (ARG) Sergio Pacheco (BRA) |  |
| Trelonnie Owens 7                     | Rebs                                  | 11 Luis Julio                         | Cilindro Municipal, Montevideo Árbitro(s): Roberto Settembrini (ARG) Sergio Pacheco (BRA) |  |
| Martín Osimani 4                      | Asists                                | 4 Víctor David Díaz                   | Cilindro Municipal, Montevideo Árbitro(s): Roberto Settembrini (ARG) Sergio Pacheco (BRA) |  |

| 23 de julio, 16:30                    | Venezuela                             | 98-66                                 | Paraguay                                                                                   |  |
| Reporte                               |                                       |                                       |                                                                                            |  |
| Parciales: 32-16, 23-12, 17-18, 26-20 | Parciales: 32-16, 23-12, 17-18, 26-20 | Parciales: 32-16, 23-12, 17-18, 26-20 | Cilindro Municipal, Montevideo Árbitro(s): Miguel Ángel Nieto (URU) Patricio Menares (CHI) |  |
| Víctor David Díaz 31                  | Pts                                   | 17 Guillermo Araujo                   | Cilindro Municipal, Montevideo Árbitro(s): Miguel Ángel Nieto (URU) Patricio Menares (CHI) |  |
| Tomás Aguilera 13                     | Rebs                                  | 7 Roberto Laratro                     | Cilindro Municipal, Montevideo Árbitro(s): Miguel Ángel Nieto (URU) Patricio Menares (CHI) |  |
| Rafael Guevara 5                      | Asists                                | 3 Daniel Pérez                        | Cilindro Municipal, Montevideo Árbitro(s): Miguel Ángel Nieto (URU) Patricio Menares (CHI) |  |

| 23 de julio, 18:30                    | Argentina                             | 66-87                                 | Brasil                                                                               |  |
| Reporte                               |                                       |                                       |                                                                                      |  |
| Parciales: 15-27, 21-19, 16-22, 14-19 | Parciales: 15-27, 21-19, 16-22, 14-19 | Parciales: 15-27, 21-19, 16-22, 14-19 | Cilindro Municipal, Montevideo Árbitro(s): Victor García (COL) Cesar Rodríguez (COL) |  |
| Julio Mazzaro 12                      | Pts                                   | 20 Alex Garcia                        | Cilindro Municipal, Montevideo Árbitro(s): Victor García (COL) Cesar Rodríguez (COL) |  |
| Federico Kammerichs 6                 | Rebs                                  | 8 Renato Lamas                        | Cilindro Municipal, Montevideo Árbitro(s): Victor García (COL) Cesar Rodríguez (COL) |  |
| Pablo Prigioni 4                      | Asists                                | 7 Marcelo Machado                     | Cilindro Municipal, Montevideo Árbitro(s): Victor García (COL) Cesar Rodríguez (COL) |  |

| 23 de julio, 20:30                    | Uruguay                               | 79-71                                 | Chile                                                                                |  |
| Reporte                               |                                       |                                       |                                                                                      |  |
| Parciales: 14-16, 26-20, 14-20, 25-15 | Parciales: 14-16, 26-20, 14-20, 25-15 | Parciales: 14-16, 26-20, 14-20, 25-15 | Cilindro Municipal, Montevideo Árbitro(s): Rodrigo López (VEN) Guido Bobadilla (PAR) |  |
| Juan Manuel Montedo 17                | Pts                                   | 20 Patricio Briones                   | Cilindro Municipal, Montevideo Árbitro(s): Rodrigo López (VEN) Guido Bobadilla (PAR) |  |
| Gustavo Szczygielski 11               | Rebs                                  | 11 Patricio Briones                   | Cilindro Municipal, Montevideo Árbitro(s): Rodrigo López (VEN) Guido Bobadilla (PAR) |  |
| Leandro García Morales 6              | Asists                                | 3 Erik Carrasco                       | Cilindro Municipal, Montevideo Árbitro(s): Rodrigo López (VEN) Guido Bobadilla (PAR) |  |

| 24 de julio, 17:00                   | Chile                                | 78-98                                | Venezuela                                                                          |  |
| Reporte                              |                                      |                                      |                                                                                    |  |
| Parciales: 26-28, 9-18, 24-24, 19-28 | Parciales: 26-28, 9-18, 24-24, 19-28 | Parciales: 26-28, 9-18, 24-24, 19-28 | Cilindro Municipal, Montevideo Árbitro(s): Sergio Pacheco (BRA) Álvaro Trías (URU) |  |
| Patricio Briones 25                  | Pts                                  | 29 Víctor David Díaz                 | Cilindro Municipal, Montevideo Árbitro(s): Sergio Pacheco (BRA) Álvaro Trías (URU) |  |
| Patricio Briones 17                  | Rebs                                 | 13 Tomás Aguilera                    | Cilindro Municipal, Montevideo Árbitro(s): Sergio Pacheco (BRA) Álvaro Trías (URU) |  |
| Patricio Briones 5                   | Asists                               | 8 Ernesto Mijares                    | Cilindro Municipal, Montevideo Árbitro(s): Sergio Pacheco (BRA) Álvaro Trías (URU) |  |

| 24 de julio, 19:15                    | Uruguay                               | 71-75                                 | Brasil                                                                                   |  |
| Reporte                               |                                       |                                       |                                                                                          |  |
| Parciales: 18-16, 22-15, 18-22, 13-22 | Parciales: 18-16, 22-15, 18-22, 13-22 | Parciales: 18-16, 22-15, 18-22, 13-22 | Cilindro Municipal, Montevideo Árbitro(s): Victor Garcia (COL) Roberto Settembrini (ARG) |  |
| Mauricio Aguiar 18                    | Pts                                   | 18 Marcelo Machado                    | Cilindro Municipal, Montevideo Árbitro(s): Victor Garcia (COL) Roberto Settembrini (ARG) |  |
| Trelonnie Owens 8                     | Rebs                                  | 10 Tiago Splitter                     | Cilindro Municipal, Montevideo Árbitro(s): Victor Garcia (COL) Roberto Settembrini (ARG) |  |
| Trelonnie Owens 5                     | Asists                                | 6 Valtinho Da Silva                   | Cilindro Municipal, Montevideo Árbitro(s): Victor Garcia (COL) Roberto Settembrini (ARG) |  |

| 24 de julio, 21:15                   | Argentina                            | 115-41                               | Paraguay                                                                              |  |
| Reporte                              |                                      |                                      |                                                                                       |  |
| Parciales: 32-10, 23-16, 29-11, 31-4 | Parciales: 32-10, 23-16, 29-11, 31-4 | Parciales: 32-10, 23-16, 29-11, 31-4 | Cilindro Municipal, Montevideo Árbitro(s): Patricio Menares (CHI) Rodrigo López (VEN) |  |
| Federico Kammerichs 15               | Pts                                  | 25 Guillermo Araujo                  | Cilindro Municipal, Montevideo Árbitro(s): Patricio Menares (CHI) Rodrigo López (VEN) |  |
| Román González 9                     | Rebs                                 | 8 José Carrillo                      | Cilindro Municipal, Montevideo Árbitro(s): Patricio Menares (CHI) Rodrigo López (VEN) |  |
| Bruno Lábaque 8                      | Asists                               | 1 Renzo Ferrari                      | Cilindro Municipal, Montevideo Árbitro(s): Patricio Menares (CHI) Rodrigo López (VEN) |  |

| 25 de julio, 16:30                    | Venezuela                             | 73-94                                 | Argentina                                                                         |  |
| Reporte                               |                                       |                                       |                                                                                   |  |
| Parciales: 19-25, 21-21, 12-23, 21-25 | Parciales: 19-25, 21-21, 12-23, 21-25 | Parciales: 19-25, 21-21, 12-23, 21-25 | Cilindro Municipal, Montevideo Árbitro(s): Victor García (COL) Álvaro Trías (URU) |  |
| Luis Julio 23                         | Pts                                   | 16 Julio Mazzaro                      | Cilindro Municipal, Montevideo Árbitro(s): Victor García (COL) Álvaro Trías (URU) |  |
| Luis Julio 11                         | Rebs                                  | 5 Leo Gutiérrez                       | Cilindro Municipal, Montevideo Árbitro(s): Victor García (COL) Álvaro Trías (URU) |  |
| Ernesto Mijares 2                     | Asists                                | 4 Federico Kammerichs                 | Cilindro Municipal, Montevideo Árbitro(s): Victor García (COL) Álvaro Trías (URU) |  |

| 25 de julio, 18:30                    | Chile                                 | 71-94                                 | Brasil                                                                                    |  |
| Reporte                               |                                       |                                       |                                                                                           |  |
| Parciales: 15-27, 17-21, 27-23, 12-23 | Parciales: 15-27, 17-21, 27-23, 12-23 | Parciales: 15-27, 17-21, 27-23, 12-23 | Cilindro Municipal, Montevideo Árbitro(s): Guido Bobadilla (PAR) Miguel Ángel Nieto (URU) |  |
| Alexander Miller 15                   | Pts                                   | 19 Marcelo Machado                    | Cilindro Municipal, Montevideo Árbitro(s): Guido Bobadilla (PAR) Miguel Ángel Nieto (URU) |  |
| Jorge Soto 7                          | Rebs                                  | 15 Anderson Varejão                   | Cilindro Municipal, Montevideo Árbitro(s): Guido Bobadilla (PAR) Miguel Ángel Nieto (URU) |  |
| Erik Carrasco 3                       | Asists                                | 4 Demetrius Conrado                   | Cilindro Municipal, Montevideo Árbitro(s): Guido Bobadilla (PAR) Miguel Ángel Nieto (URU) |  |

| 25 de julio, 20:30                    | Uruguay                               | 92-63                                 | Paraguay                                                                                |  |
| Reporte                               |                                       |                                       |                                                                                         |  |
| Parciales: 15-14, 26-19, 25-15, 26-15 | Parciales: 15-14, 26-19, 25-15, 26-15 | Parciales: 15-14, 26-19, 25-15, 26-15 | Cilindro Municipal, Montevideo Árbitro(s): Cesar Rodríguez (COL) Patricio Menares (CHI) |  |
| Juan Manuel Moltedo 18                | Pts                                   | 17 Guillermo Araujo                   | Cilindro Municipal, Montevideo Árbitro(s): Cesar Rodríguez (COL) Patricio Menares (CHI) |  |
| Esteban Batista 11                    | Rebs                                  | 8 Francisco Yugovich                  | Cilindro Municipal, Montevideo Árbitro(s): Cesar Rodríguez (COL) Patricio Menares (CHI) |  |
| Trelonnie Owens 4                     | Asists                                | 2 Guillermo Araujo                    | Cilindro Municipal, Montevideo Árbitro(s): Cesar Rodríguez (COL) Patricio Menares (CHI) |  |

| 26 de julio, 18:00                    | Chile                                 | 85-56                                 | Paraguay                                                                          |  |
| Reporte                               |                                       |                                       |                                                                                   |  |
| Parciales: 16-16, 15-13, 27-13, 27-14 | Parciales: 16-16, 15-13, 27-13, 27-14 | Parciales: 16-16, 15-13, 27-13, 27-14 | Cilindro Municipal, Montevideo Árbitro(s): Rodrigo López (VEN) Álvaro Trías (URU) |  |
| Patrick Sáez 26                       | Pts                                   | 12 Daniel Pérez                       | Cilindro Municipal, Montevideo Árbitro(s): Rodrigo López (VEN) Álvaro Trías (URU) |  |
| Patrick Sáez 9                        | Rebs                                  | 8 Roberto Laratro                     | Cilindro Municipal, Montevideo Árbitro(s): Rodrigo López (VEN) Álvaro Trías (URU) |  |
| Erik Carrasco 4                       | Asists                                | 4 Daniel Pérez                        | Cilindro Municipal, Montevideo Árbitro(s): Rodrigo López (VEN) Álvaro Trías (URU) |  |

| 26 de julio, 20:00                    | Venezuela                             | 94-95                                 | Brasil                                                                                     |  |
| Reporte                               |                                       |                                       |                                                                                            |  |
| Parciales: 21-27, 24-17, 20-22, 20-19 | Parciales: 21-27, 24-17, 20-22, 20-19 | Parciales: 21-27, 24-17, 20-22, 20-19 | Cilindro Municipal, Montevideo Árbitro(s): Roberto Settembrini (ARG) Cesar Rodríguez (COL) |  |
| Diego Guevara 22                      | Pts                                   | 19 Guilherme Giovannoni               | Cilindro Municipal, Montevideo Árbitro(s): Roberto Settembrini (ARG) Cesar Rodríguez (COL) |  |
| Tomás Aguilera 16                     | Rebs                                  | 8 Guilherme Giovannoni                | Cilindro Municipal, Montevideo Árbitro(s): Roberto Settembrini (ARG) Cesar Rodríguez (COL) |  |
| Ernesto Mijares 6                     | Asists                                | 7 Anderson Varejão                    | Cilindro Municipal, Montevideo Árbitro(s): Roberto Settembrini (ARG) Cesar Rodríguez (COL) |  |

| 26 de julio, 22:00                    | Uruguay                               | 64-95                                 | Argentina                                                                           |  |
| Reporte                               |                                       |                                       |                                                                                     |  |
| Parciales: 15-22, 21-22, 14-35, 14-16 | Parciales: 15-22, 21-22, 14-35, 14-16 | Parciales: 15-22, 21-22, 14-35, 14-16 | Cilindro Municipal, Montevideo Árbitro(s): Victor García (COL) Sergio Pacheco (BRA) |  |
| Juan Manuel Moltedo 17                | Pts                                   | 16 Federico Kammerichs                | Cilindro Municipal, Montevideo Árbitro(s): Victor García (COL) Sergio Pacheco (BRA) |  |
| Trelonnie Owens 9                     | Rebs                                  | 11 Federico Kammerichs                | Cilindro Municipal, Montevideo Árbitro(s): Victor García (COL) Sergio Pacheco (BRA) |  |
| Martín Osimani 4                      | Asists                                | 8 Pablo Prigioni                      | Cilindro Municipal, Montevideo Árbitro(s): Victor García (COL) Sergio Pacheco (BRA) |  |

## Ronda final

### Partido por el tercer puesto
| 27 de julio, 18:30                    | Uruguay                               | 88-82                                 | Venezuela                                                      |  |
| Reporte                               |                                       |                                       |                                                                |  |
| Parciales: 26-27, 17-18, 19-19, 26-18 | Parciales: 26-27, 17-18, 19-19, 26-18 | Parciales: 26-27, 17-18, 19-19, 26-18 | Cilindro Municipal, Montevideo Árbitro(s): Víctor García (COL) |  |
| Trelonnie Owens 22                    | Pts                                   | 21 Rafael Guevara                     | Cilindro Municipal, Montevideo Árbitro(s): Víctor García (COL) |  |
| Esteban Batista 10                    | Rebs                                  | 12 Luis Julio                         | Cilindro Municipal, Montevideo Árbitro(s): Víctor García (COL) |  |
| Luis Silveira 7                       | Asists                                | 5 Diego Guevara                       | Cilindro Municipal, Montevideo Árbitro(s): Víctor García (COL) |  |

### Final
| 27 de julio, 20:30                    | Brasil                                | 83-80                                 | Argentina                                                                         |  |
| Reporte                               |                                       |                                       |                                                                                   |  |
| Parciales: 22-21, 23-19, 17-20, 21-20 | Parciales: 22-21, 23-19, 17-20, 21-20 | Parciales: 22-21, 23-19, 17-20, 21-20 | Cilindro Municipal, Montevideo Árbitro(s): Álvaro Trias (URU) Rodrigo López (VEN) |  |
| Guilherme Giovannoni 16               | Pts                                   | 15 Federico Kammerichs                | Cilindro Municipal, Montevideo Árbitro(s): Álvaro Trias (URU) Rodrigo López (VEN) |  |
| Tiago Splitter 4                      | Rebs                                  | 14 Federico Kammerichs                | Cilindro Municipal, Montevideo Árbitro(s): Álvaro Trias (URU) Rodrigo López (VEN) |  |
| Tiago Splitter 6                      | Asists                                | 4 Federico Kammerichs                 | Cilindro Municipal, Montevideo Árbitro(s): Álvaro Trias (URU) Rodrigo López (VEN) |  |

| Brasil              |
| Campeón Brasil      |
| Décimo sexto título |

## Posiciones finales
| Pos | Equipo    | JJ | G | P | PF  | PC  | Dif  |
| --- | --------- | -- | - | - | --- | --- | ---- |
|     | Brasil    | 6  | 6 | 0 | 527 | 427 | +100 |
|     | Argentina | 6  | 4 | 2 | 552 | 416 | +136 |
|     | Uruguay   | 6  | 4 | 2 | 467 | 452 | +15  |
| 4   | Venezuela | 6  | 2 | 4 | 511 | 494 | +17  |
| 5   | Chile     | 5  | 1 | 4 | 373 | 429 | -56  |
| 6   | Paraguay  | 5  | 0 | 5 | 271 | 483 | -212 |

## Líderes del torneo
| Puntos               | Puntos | Rebotes             | Rebotes | Asistencias         | Asistencias |
| -------------------- | ------ | ------------------- | ------- | ------------------- | ----------- |
| Víctor David Díaz    | 22.5   | Tomás Aguilera      | 10.3    | Pablo Prigioni      | 4.3         |
| Patrick Sáez         | 19.0   | Patricio Briones    | 9.2     | Marcelo Machado     | 3.5         |
| Patricio Briones     | 17.6   | Luis Julio          | 8.3     | Rafael Guevara      | 3.3         |
| Diego Guevara        | 15.7   | Federico Kammerichs | 8.0     | Ernesto Mijares     | 3.3         |
| Guilherme Giovannoni | 15.5   | Anderson Varejão    | 6.6     | Federico Kammerichs | 3.2         |

Lista completa en FIBA Américas.